# دیرک لاتنر
دیرک لاتنر (انگلیسی: Dirk Lottner؛ زادهٔ ۴ مارس ۱۹۷۲) بازیکن فوتبال اهل آلمان است.
از باشگاه‌هایی که در آن بازی کرده‌است می‌توان به باشگاه فوتبال کلن، باشگاه فوتبال بایر ۰۴ لورکوزن، باشگاه فوتبال اس‌سی فورتونا کلن، و باشگاه فوتبال دویسبورگ اشاره کرد.